# Solenophora schleehaufii
Solenophora schleehaufii är en tvåhjärtbladig växtart som beskrevs av Weigend och Harald Förther. Solenophora schleehaufii ingår i släktet Solenophora och familjen Gesneriaceae. Inga underarter finns listade i Catalogue of Life.